# 郭亮村

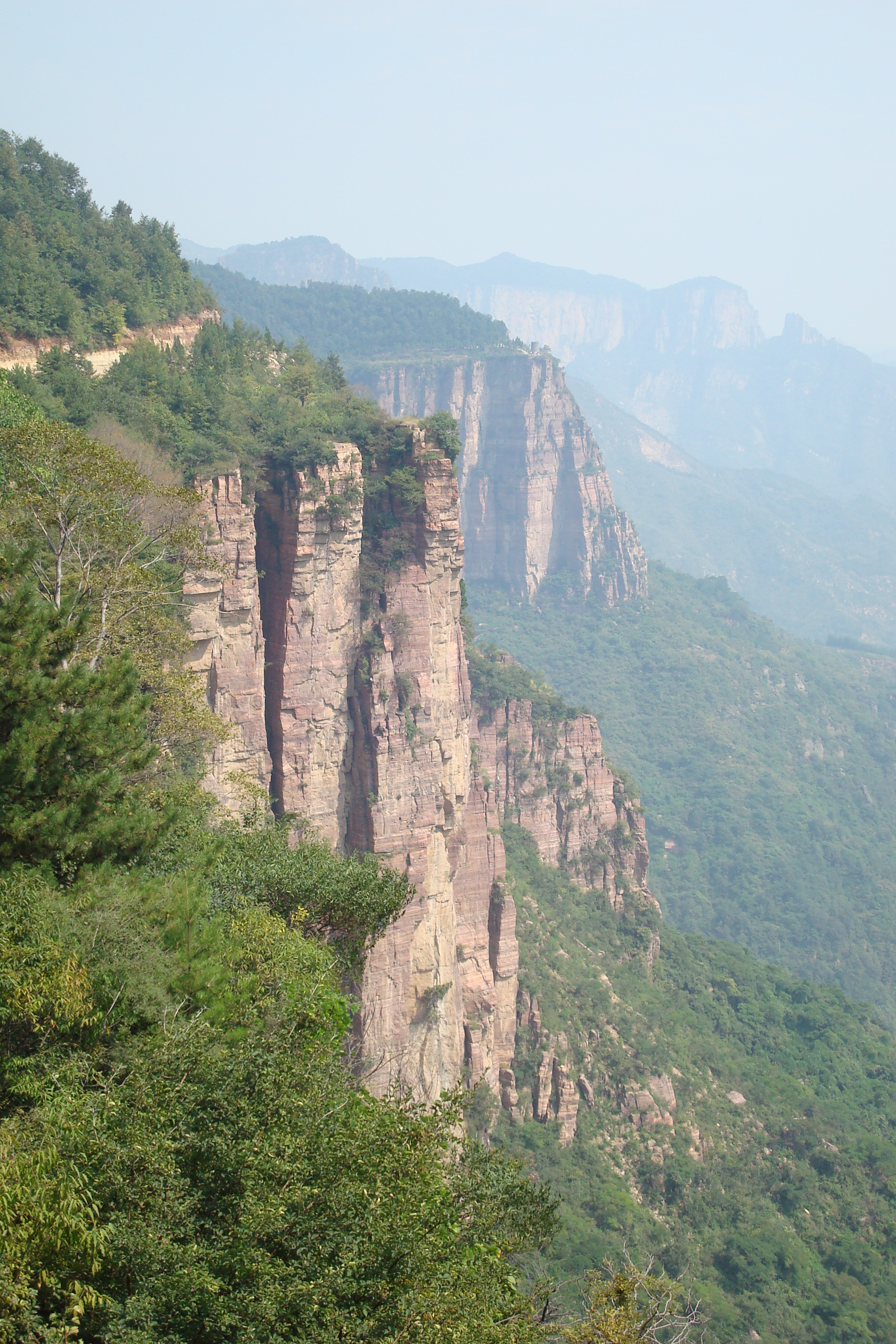
郭亮村的绝壁

郭亮村是位于河南省辉县市西北部太行山深处沙窑乡的一个村庄，位于海拔1700米高的悬崖上，因人工开凿于峭壁之上的隧道郭亮洞而闻名。然而在郭亮洞所拍攝的一些照片，則時常被誤認為永加斯路地使用。